# Benjamin Baker
Benjamin Baker KCB KCMG FRS FRSE (Bath, 31 de março de 1840 — Pangbourne, Berkshire, 19 de maio de 1907) foi um engenheiro civil inglês, que trabalhou em meados da Era vitoriana. Ajudou a desenvolver os primeiros metrôs de Londres juntamente com John Fowler, mas é mais conhecido por seu trabalho na Ponte do Forth. Fez muitas outras contribuições notáveis para a engenharia civil, ajudou a projetar e a construir a primeira represa de Assuã.

## Juventude e carreira
Baker nasceu em Keyford, que agora faz parte de Frome, Somerset, em 1840, filho de Benjamin Baker, diretor-adjunto na metalúrgica de Tondu, País de Gales e de Sarah Hollis.
Foi educado na escola secundária Cheltenham, Gloucestershire, e aos 16 anos, tornou-se aprendiz (1856-1860) na metalúrgica Neath Abbey de H. H. Price. Chegando a Londres em 1860, serviu como assistente de W. H. Wilson por ocasião da construção da ponte ferroviária Grosvenor e da estação Vitória. Em 1861 foi contratado como membro permanente da equipe de John Fowler em Londres, tornou-se seu sócio em 1875 e foi seu associado até a morte de Fowler em 1898. Como engenheiro consultor, Baker foi requisitado pelo governo local e egípcio, pelas colônias britânicas e por corporações municipais, entre outros.

## Primeiro metropolitano de Londres

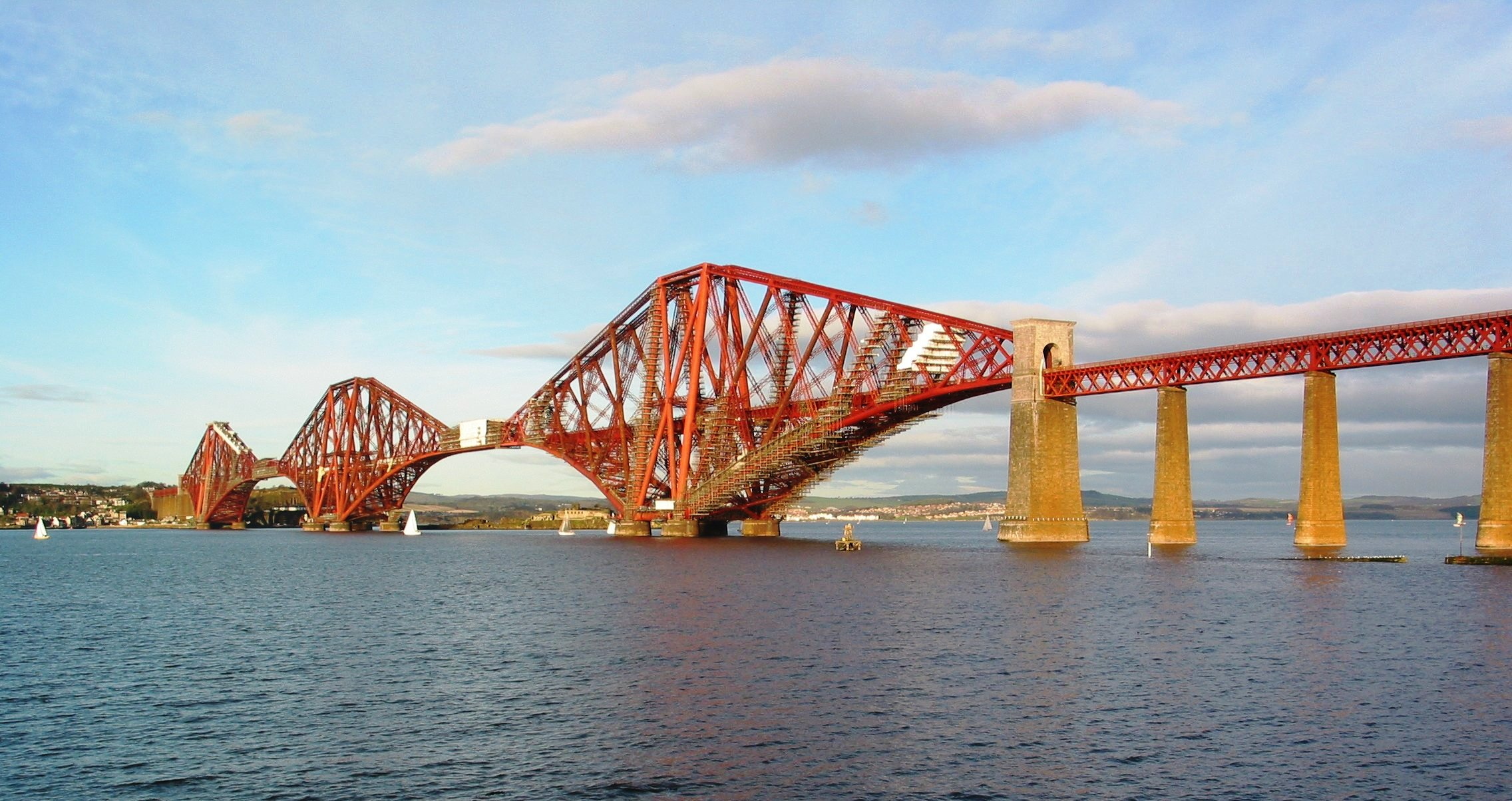
Ponte do Forth

Baker desde cedo se engajou no transporte subterrâneo de Londres. Como assistente de Fowler, foi no início de 1861 empregado na construção da Metropolitan (Inner Circle) Railway e da extensão de St. John's Wood. Em 1869 transformou-se no assistente principal de Fowler na construção da District Railway, no trecho de Westminster a Londres. Posteriormente, Fowler e Baker atuaram como engenheiros consultores para a primeira linha de metropolitano de Londres (a linha City and South London Railway, inaugurada em 1890), e juntamente com James Henry Greathead foram os engenheiros da Central London Railway, inaugurada em 1900. Na construção desta linha Baker executou o plano sugerido por ele vinte e cinco anos antes, de fazer a linha mergulhar entre as estações, a fim de reduzir o esforço necessário de tração. Após a morte de Greathead em 1896, Baker também atuou como engenheiro em conjunto com o W. R. Galbraith na construção da Baker Street and Waterloo Railway.

## Artigos

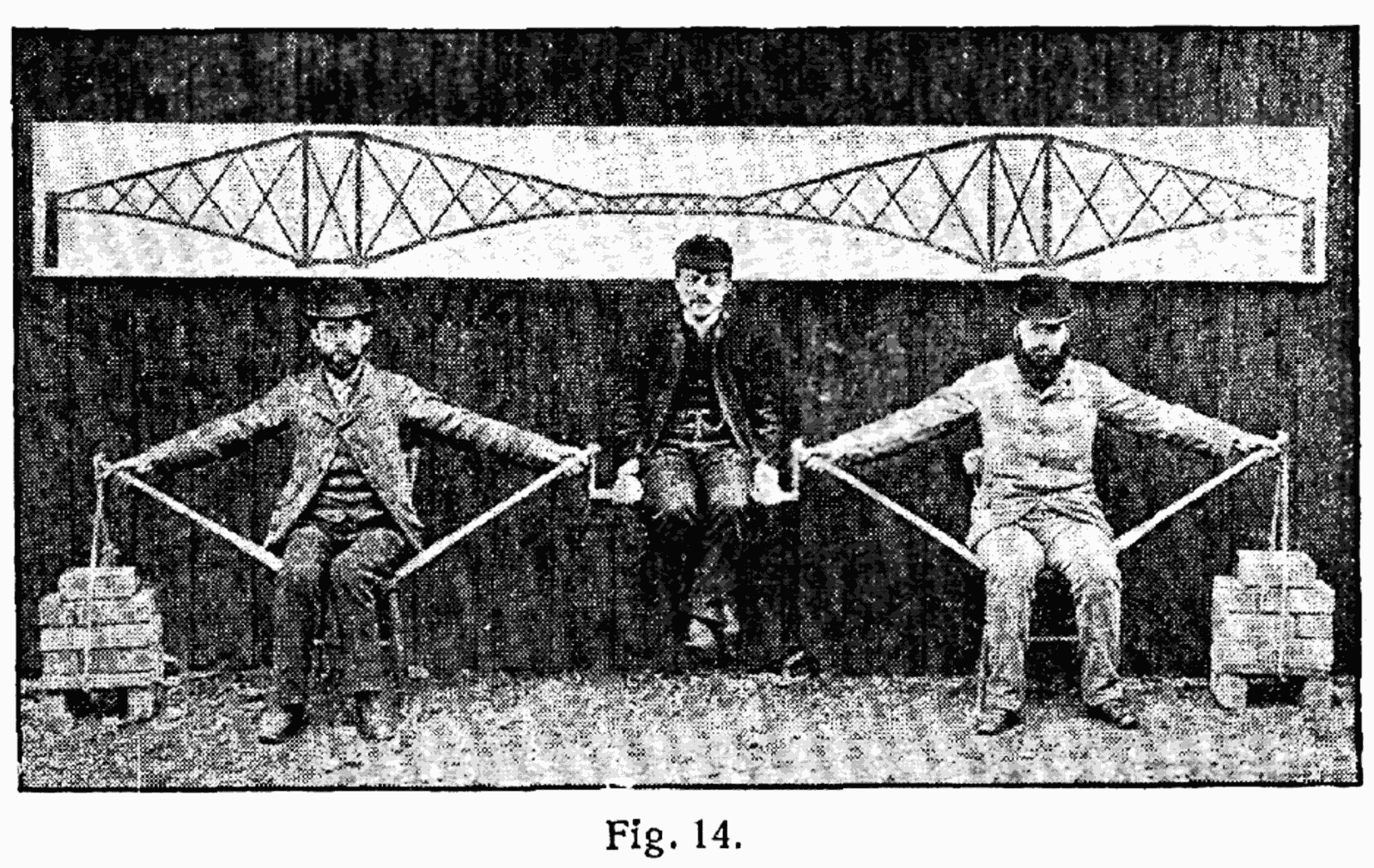
Estabilidade do cantilever

Desde os primeiros anos de sua carreira, Baker estudou profundamente a teoria da construção e a resistência dos materiais. Para a Engenharia, ele escreveu uma série de artigos sobre "Pontes com Grandes Vãos" em 1867, e outro, "Sobre a Resistência de Vigas, Colunas e Arcos", em 1868. Ambas as séries foram publicadas em forma de livro, a primeira em 1867 (segunda edição, 1873) e a segunda, em 1870. Uma terceira série, "Sobre a Resistência da Alvenaria", foi escrita em 1872. No trabalho sobre pontes com grandes vãos chegou à conclusão de que o maior espaço possível exigiria a adoção de cantilevers que suportariam uma viga independente, sistema este adotado mais tarde na construção da ponte do Forth em associação com Fowler. Este grande trabalho, teve início em 1883, foi concluído em 1890, e os serviços de Baker foram recompensados com o título de Cavaleiro Comandante da Ordem de São Miguel e São Jorge (17 de abril de 1890) e o Prêmio Poncelet concedido pelo Academia Francesa de Ciências.

## Egito

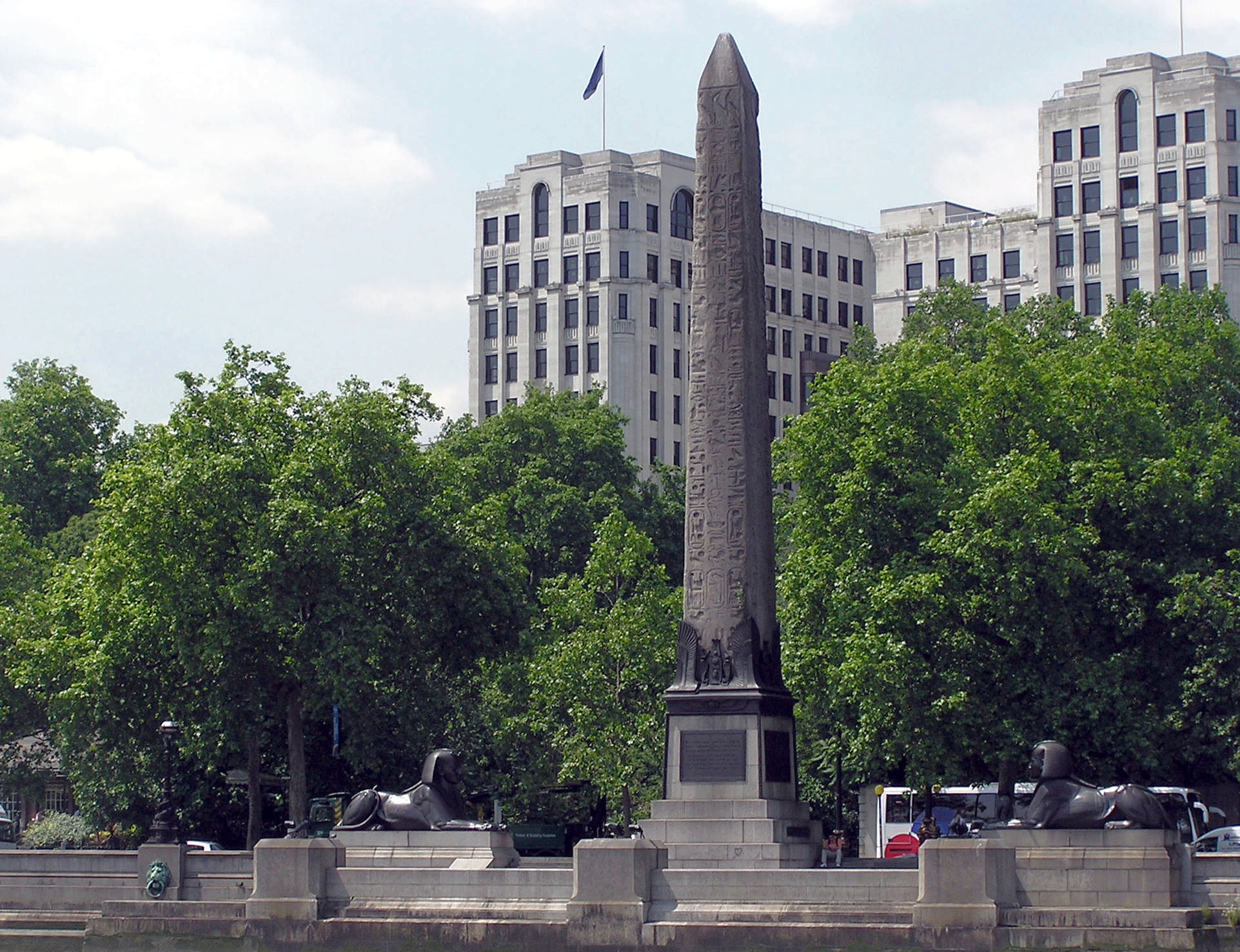
Agulha de Cleópatra no rio Tâmisa, Londres.

A partir de 1869 Baker também se associou com Fowler na investigação e aconselhamento sobre projetos de engenharia no Egito. Um destes foi para a construção de uma estrada de ferro entre Uádi Halfa e Shendi, um plano inclinado para navios em Assuã e outro (aproximadamente em 1875) foi um projeto para um canal da água doce entre Alexandria e o Cairo, que se pretendia ser usado para a irrigação e a navegação, mas que não foi realizado. Dali em diante Baker desempenhou um papel proeminente no trabalho de engenharia, promovendo o desenvolvimento material do Egito. Foi consultado pelo governo egípcio em várias ocasiões como na reparação da Barragem do Delta e quando, após vários anos de investigação, William Willcocks preparou projetos para o armazenamento das águas do rio Nilo para fins de irrigação, uma comissão nomeada por Lorde Cromer, da qual Baker era membro, aprovou o projeto para a construção de um reservatório em Assuã e escolheu um local para a represa. O trabalho, para o qual Baker foi engenheiro consultor, iniciou em 1898 e terminou em 1902, quando Baker recebeu o título de Cavaleiro Comandante da Ordem do Banho e recebeu a Ordem do Medjidie.
Trabalhos menores, mas não menos importantes, que Baker também empreendeu incluem: a embarcação que ele desenhou juntamente com John Dixon (1835-1891) em 1877 para o transporte da Agulha de Cleópatra do Egito para a Inglaterra; a Chignecto Ship Railway, para a qual Fowler e Baker foram engenheiros consultores, e que foi iniciada em 1888 e abandonada em 1891 devido a dificuldades financeiras; as docas de Avonmouth (em associação com John Wolfe Barry, 1902-8); a ferrovia Rosslare e Waterford; o alargamento da entrada da doca de Buccleuch em Barrow-in-Furness, e a construção das pontes basculantes em Walney (Barrow-in-Furness) e através do Swale perto de Queenborough.

## Honras

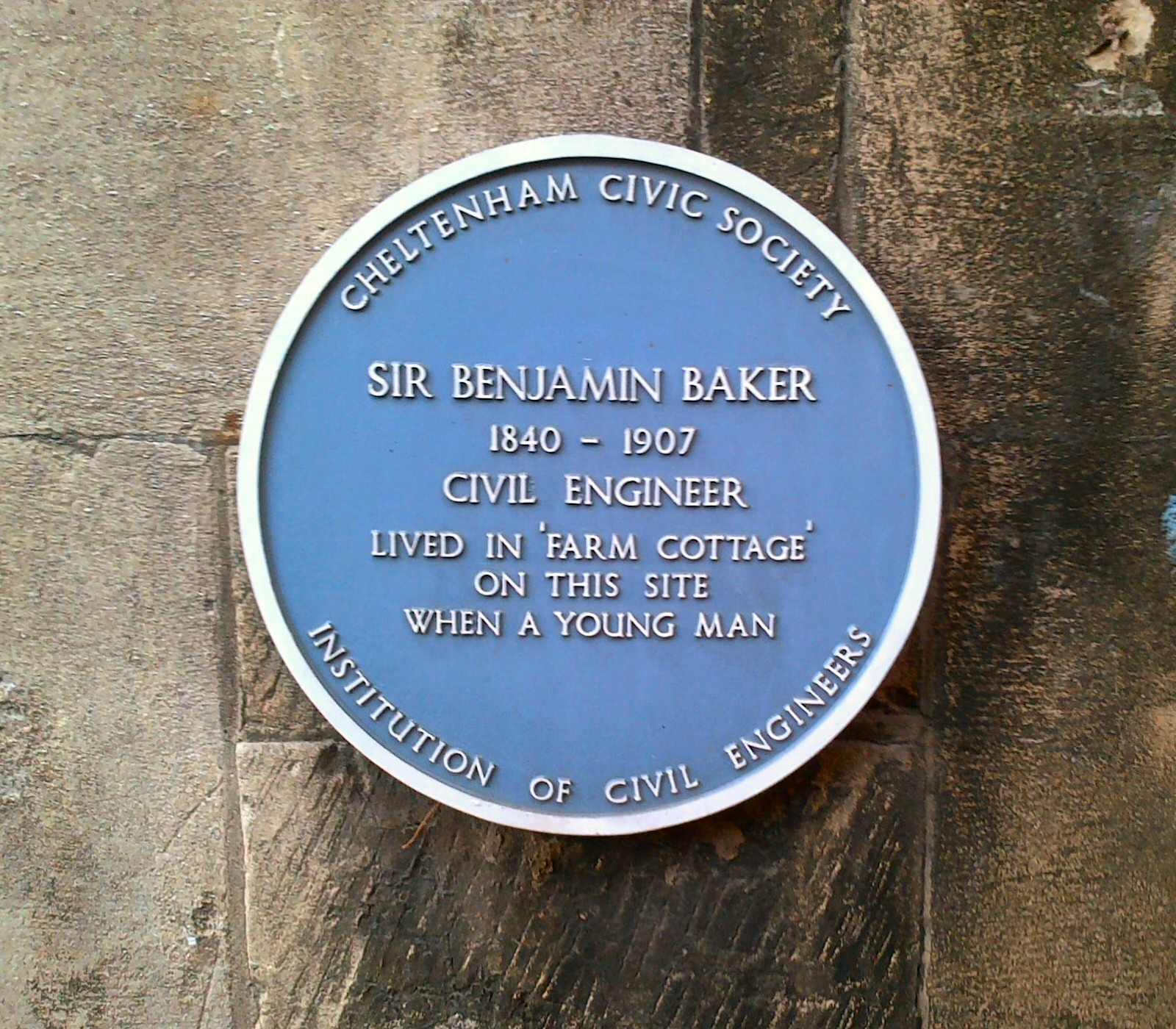
Blue plaque em Cheltenham, local da antiga residência de Baker

Baker deu muita consultoria profissional em relação a estruturas importantes no Reino Unido e no exterior. Quando o telhado da estação ferroviária de Charing Cross desabou em 5 de dezembro de 1905, ele imediatamente examinou-a, mesmo com algum perigo pessoal, e deu um conselho útil. Ele também foi consultado pelo capitão James Buchanan Eads sobre o projeto da ponte de St. Louis através do rio Mississípi, e sobre o primeiro túnel sob o rio Hudson. Quando este último empreendimento ameaçou fracassar, ele projetou um escudo pneumático que permitiu o trabalho avançar mais 2 000 pés, cerca de três quartos do caminho através do rio (1888-91). Em nenhum outro lugar seus conhecimentos eram mais apreciados do que no Canadá e nos Estados Unidos. Foi um membro honorário da Sociedade Canadense e da Americana de Engenheiros Civis e da Sociedade dos Engenheiros Mecânicos dos Estados Unidos.
Baker serviu de 1888 até sua morte no comitê de artilharia, no qual se transformou em membro civil sênior após a morte de Frederick Bramwell em 1903. Foi atuante em muitos inquéritos do governo. Foi membro de um comitê sobre construção de ferrovias a custos baixos (light railway) em 1895 e do comitê nomeado pela junta de comércio em 1900 para investigar a perda de resistência em trilhos de aço. Para o conselho do condado de Londres, Baker fez um relatório em 1891, juntamente com Alexander Binnie, sobre a drenagem principal de Londres, e em 1897, com George Frederick Deacon, sobre o abastecimento de água de Londres a partir do País de Gales.
Baker foi eleito um associado da Instituição de Engenheiros Civis em 1867, um membro em 1877, um membro do conselho em 1882, e presidente em 1895, permanecendo no conselho até sua morte. Seus serviços para a instituição foram muito valiosos. Durante a sua presidência, o corpo governante foi ampliado com vista a dar às principais colônias e aos principais distritos industriais britânicos, a representatividade no conselho e o sistema de eleição do conselho foi modificado. Baker tornou-se membro da Royal Society] em 1890, membro de seu conselho em 1892 e 1893, e foi um de seus vice-presidentes de 1896 até sua morte.
Da Associação Britânica, Baker foi presidente da seção de ciência mecânica em Aberdeen em 1885. Esteve também ativamente envolvido com as atividades da Instituição Real, da Instituição de Engenheiros Mecânicos (de cujo conselho fez parte de 1899 até sua morte), da Royal Society of Arts e do Instituto do Ferro e do Aço. Foi associado da Instituição de Arquitetos Navais e um associado honorário do Royal Institute of British Architects. Graus honoríficos foram lhe conferidos pelas Universidade de Cambridge (D.Sc. 1900), Edimburgo (LL.D. 1890) e Dublin (M.Eng. 1892).
Baker morreu repentinamente em sua residência, em Bowden Green, Pangbourne, em 19 de maio de 1907 e foi sepultado em Idbury, perto de Chipping Norton. Era solteiro.